# 김영일 (1944년)
김영일(金英日, 1944년 5월 2일 ~ )은 조선민주주의인민공화국의 군인, 정치인으로 2007년 4월 11일부터 조선민주주의인민공화국의 총리였다.
1961년(주체 50년) 조선인민군에 입대, 9년간 조선인민군에 복무한후 1970년 해운대학에 입학했다. 그 뒤 해운대학을 졸업하고 항해기사자격을 받았다. 그는 3년간의 3대혁명소조를 거쳐 14년 동안 륙해운부 지도원, 부총국장으로 일하였다.
1994년 내각 육해운상, 이후 최고인민회의 대의원을 지냈다. 육해운상 재직 중 부두와 선박수리 공장 건설 등에서 거둔 실적이 높이 평가받았으며, 2007년 4월 11일 만수대의사당에서 진행된 최고인민회의 제11기 제5차회의에서 조선민주주의인민공화국 내각 총리에 선출되었다. 역대 총리가 노동당과 내각(정무원)을 오간 비중 있는 인물이었던 데 비해 김영일은 내각에서만 일했다. 그래서 그의 발탁을 두고 실적주의에 바탕을 둔 인사라는 평가도 있다.

## 같이 보기
- 연형묵
- 강성산